# 小田急バス狛江営業所
小田急バス狛江営業所（おだきゅうバスこまええいぎょうしょ）は、東京都狛江市中和泉に所在する小田急バスの営業所。営業所の略号は「D」。
東京都道11号大田調布線（狛江通り）に面している。狛江駅・調布駅南口・成城学園前駅を主な拠点とし、東京都区部と多摩地域の都区内均一運賃地区を受け持ち、狛江市をはじめ、調布市、武蔵野市、三鷹市、世田谷区、渋谷区の路線を担当している。世田谷区、調布市、狛江市のコミュニティバスも運行受託している。

## 沿革

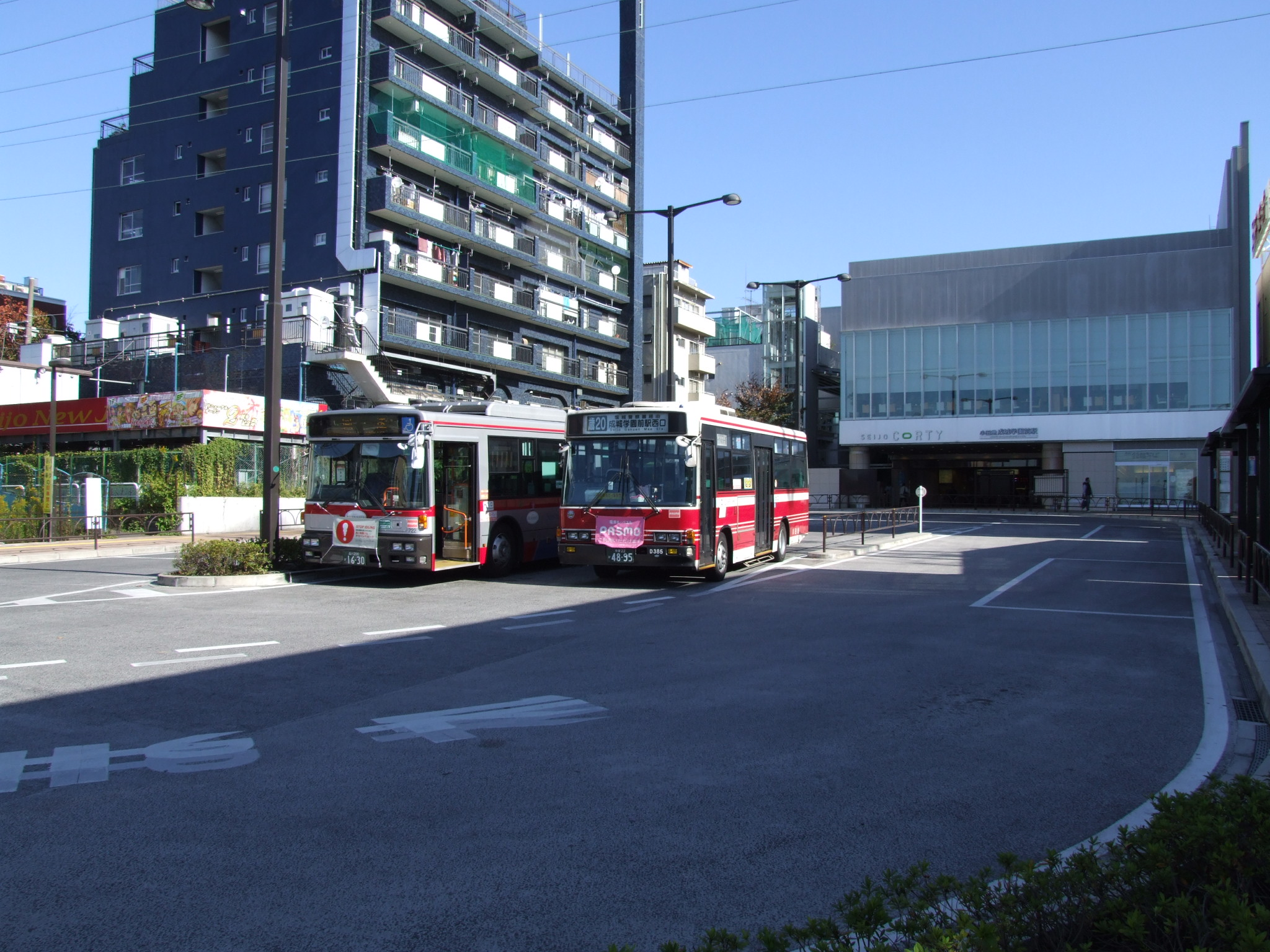
成城学園前駅西口停留所（東急バスと共用）と成城コルティ。

- 1960年10月 - 周辺地域の都市化・路線網の拡大に伴い、それまでの担当であった若林営業所（当時） から狛江町（当時）・調布市・川崎市北部の路線を移管し、狛江営業所が開設される。
- 1967年3月 - 稲城町（当時）・川崎市北部の路線を生田営業所の開設に伴い移管する。
- 1997年頃 - 小田急小田原線和泉多摩川駅 - 喜多見駅間の高架化により、狛江駅付近の踏切の廃止、狛江駅前ロータリーの整備が進められ、狛江駅を経由･発着する路線について路線の変更がされる。
- 1999年 - 成城学園 - 烏山地区で、世田谷区コミュニティバスの実験運行開始[1]。
- 2001年 - 世田谷区コミュニティバス南北路線（成06系統）運行開始[1]。専用車両として当社初の小型CNG車（三菱自動車工業エアロミディMJ、D553・D554）を導入[1]。
- 2003年4月1日 - 調布市コミュニティバス調布市ミニバス東路線（仙川駅発着）を京王バス東（調布営業所）と共同受託。
- 2005年10月26日 - 成城学園前駅西口交通広場の整備により、成城学園前駅西口停留所を新設。それまで北口・南口発着のみだった路線の一部を成城学園前駅西口停留所発着に変更する。
- 2007年6月1日 - 交通系ICカードPASMO・Suicaへの対応開始。
- 2008年11月24日 - 狛江市コミュニティバス「こまバス」運行受託開始、当営業所が単独で運行担当。
- 2012年9月9日 - 成城学園前駅西口交通広場の完成により、北口停留所を廃止。北口を発着・経由していたバスを全て成城学園前駅西口停留所に移設する。
- 2014年7月1日 - 調布飛行場線（調40系統）が、武蔵境営業所から移管される。
- 2014年11月12日 - 営業所事務所の改修工事が終了し、新事務所が使用開始される。
- 2016年10月17日 - 京王バス和泉線（丘31系統）の狛江駅乗り入れ開始に合わせ、一部路線区間での申告乗車制度を廃止（後述）。
- 2023年7月1日 - 渋24系統（東急バスとの共同運行）から撤退を含めたダイヤ改正を実施。これにより一部車両が退役する。
- 2024年12月16日 - ダイヤ改正により、京王バスとの共同運行路線の整理を実施[2]。当営業所では、調01系統から小田急バスが撤退し、全便が京王バスでの運行となる。

## 運賃
2024年6月1日現在、基本的には東京都区内の同業他社と同じ先払いで、担当エリアは多摩地域を含め都区内均一運賃地区である（大人240円、小人現金120円・ICカード50円）。コミュニティバス（こまバス）では運賃が異なる。
京王バス東・調布営業所と共同運行していた多摩川住宅線（調01系統）では、運賃を京王バスに合わせており、他の営業所でも京王バスとの共同運行路線では京王に運賃を合わせていた
（大人210円、小人現金110円・ICカード105円）。2023年3月25日に運賃改定を実施し、他路線と同様に都区内均一運賃となった。2024年6月1日の運賃改定では京王側（2024年3月16日以降の運賃）と同額とはならなかった。東急バス瀬田営業所と共同運行する二子線（玉07系統）においても、東急側（2024年3月24日以降の運賃）とは同額ではない。
調布南口線・成城西口線（成04、成05、歳20、歳21）の一部経路が京王バスと重複するため、2016年10月16日までは京王バスとの並走区間のみを乗車する際は、当時の京王バス運賃（現金：大人210円・子供110円、ICカード：大人206円・子供103円）に合わせ、当該路線では運賃支払い時に降車停留所を乗務員に申告する信用乗車制度が採られていたが、2016年10月17日の京王バス和泉線（丘31系統）の狛江駅乗り入れ開始に合わせてこの取り扱いを廃止し、全線都区内運賃（大人220円・子供110円、IC:216円・子供108円）に変更されている。これらの区間では前扉の乗車口付近に区間ごとの運賃を記したサボが掲げられていたが、申告乗車制度の廃止により見られなくなった。当該路線で使用されていた中型車の中にはサボ受けが残っている車両もある。

## 現行路線

### 二子線
- 玉07：成城学園前駅西口 ← 砧中学校下 ← 鎌田 ← 吉沢 ← 中耕地 ← 二子玉川駅（東急バス瀬田営業所と共同運行）
- 玉07：成城学園前駅南口 → 砧中学校下 → 鎌田 → 吉沢 → 二子玉川緑地前 → 二子玉川駅（東急バス瀬田営業所と共同運行）
- 玉07：成城学園前駅南口 → 砧中学校下 → 鎌田 → 吉沢 → 中耕地 → 二子玉川駅（平日朝のみ・東急バス瀬田営業所と共同運行）

小田原線成城学園前駅（南口）から、旧東急砧線の一部区間をたどりながら多摩堤通りを進み、東急田園都市線二子玉川駅へ至る路線。
通常は成城学園前駅行きが中耕地経由、二子玉川駅行きが二子玉川緑地前経由であるが、平日朝のみ二子玉川駅行きも中耕地経由となる。成城学園前駅では、降車は西口、乗車は南口。2012年8月1日より成城学園前駅の降車バス停が南口から西口へと変更となった。
2023年3月1日より、東急バス砧06系統の運行開始に伴い、当該系統の運行時間帯に限って東急バス便が東名高速下に停車するようになった。同年7月1日より小田急バス便も東名高速下に停車する（後述の玉08も同様）。ただし砧06への乗継割引は東急バス便からの乗り継ぎのみに有効で、小田急バス便からの乗り継ぎには対応しない。
沿線には東京都市大学付属中学・高校の他、都立世田谷総合高校（旧・都立砧工業高校）、科学技術学園があり、それら学校への通学輸送の役割が重い。また、成城学園前駅から駒澤大学玉川キャンパスへ向かう学生の需要もある。

また小田原線と東急田園都市線・大井町線の急行停車駅同士を結ぶ鉄道短絡輸送、東急砧線が廃止になった世田谷区鎌田の地域輸送、小田急沿線から髙島屋玉川店、二子玉川ライズへの買い物客、楽天クリムゾンハウスへの通勤輸送、成城地区から二子玉川駅発着の空港リムジンバス接続など多彩な役割を持ち、この地域に欠かせない生活路線となっている。
多摩川花火大会など、二子玉川駅周辺のイベント等に伴う交通規制時は、二子玉川（玉川高島屋前）もしくは吉沢（コヤマドライビングスクール二子玉川敷地内）折り返しとなり、臨時バス停が設置される（後述の玉08も同様）。
なお、東急バスでの運賃は大人230円、小人現金120円・ICカード115円となっており、小田急バスとは運賃が異なっている。

### 調布南口線

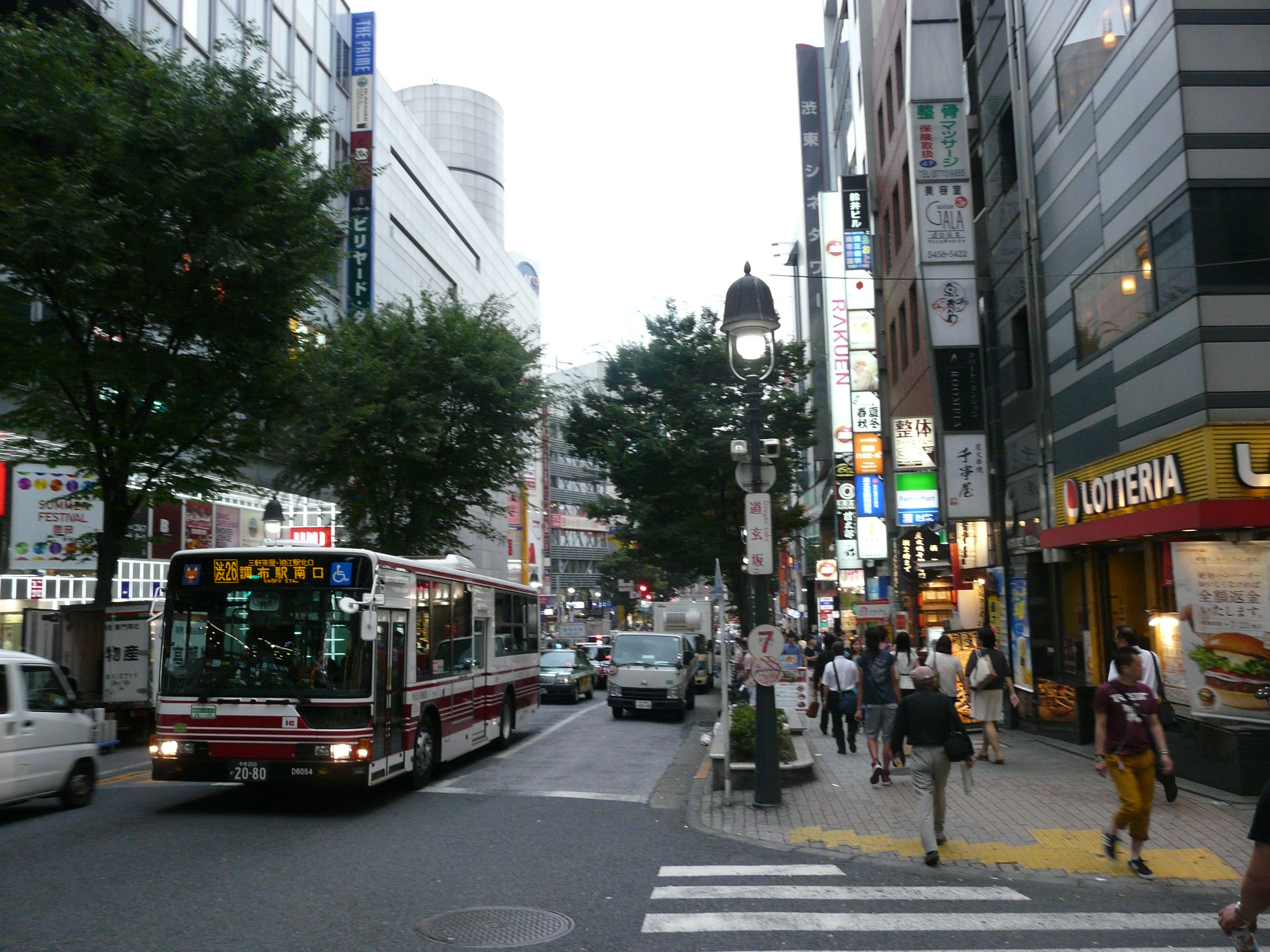
渋26系統。2014年より大幅減便された

- 渋26：調布駅南口 - 狛江営業所 - 松原 - 狛江駅北口 - 砧中学校下 - 成育医療研究センター - 農大前 - 上町 - 三軒茶屋 - 渋谷駅
- 玉08：調布駅南口 → 狛江営業所 → 松原 → 狛江駅北口 → 砧中学校下 → 吉沢 → 二子玉川緑地前 → 二子玉川駅
- 玉08：調布駅南口 → 狛江営業所 → 松原 → 狛江駅北口 → 砧中学校下 → 吉沢 → 中耕地 → 二子玉川駅（平日朝のみ）
- 玉08：調布駅南口 ← 狛江営業所 ← 松原 ← 狛江駅北口 ← 砧中学校下 ← 吉沢 ← 中耕地 ← 二子玉川駅
- 番号なし：調布駅南口 - 狛江営業所 - 松原 - 狛江駅北口

調布駅から品川通り・狛江通り・世田谷通りを経て渋谷駅および二子玉川駅に至る路線。1977年（昭和52年）3月30日までは東急との共同運行、また戦前は東急の系譜に連なる事業者の路線で、玉08は国領駅発着だった。

以前は、日中は30分おきに渋26と玉08が運行されており、並行する調布駅南口 - 砧中学校下間では4本/時の運行となっていたが、沿線にあったJUKI（旧・東京重機工業）本社工場の移転により通勤客が減ったため、2014年3月1日のダイヤ改正で渋26が減便。平日は朝夕、土休日は日中に1本/時の運行になった。さらに2020年11月16日の改正では、土休日は日中に3時間に1本の運行になっている。さらに2023年7月1日の改正では、平日は朝夕、土休日は日中に2本ずつの運行となり、併せて東急バスとの間で渋谷駅 - 東宝前間に設定されていた共通定期券が取扱終了となった。
この改正にともない、調布駅南口～狛江駅北口の便が日中にも設定されるようになり、調布駅南口～狛江駅北口はこれまで通り4本/時 であるものの、狛江駅北口～砧中学校下は2～3本/時になっている。
玉08は以前は、二子玉川駅付近で終日にわたり二子玉川駅行きは二子玉川緑地前、調布駅南口行きは中耕地を経由していたが、東急バスと同様に平日の朝ラッシュ時の二子玉川駅行きが中耕地を経由するようになった。
2011年4月1日、「砧農協前」停留所は「砧中学校下」に、「ジューキ前」停留所は「国領八丁目」にそれぞれ改称された。

### 成城西口線（和泉線・神代団地線）

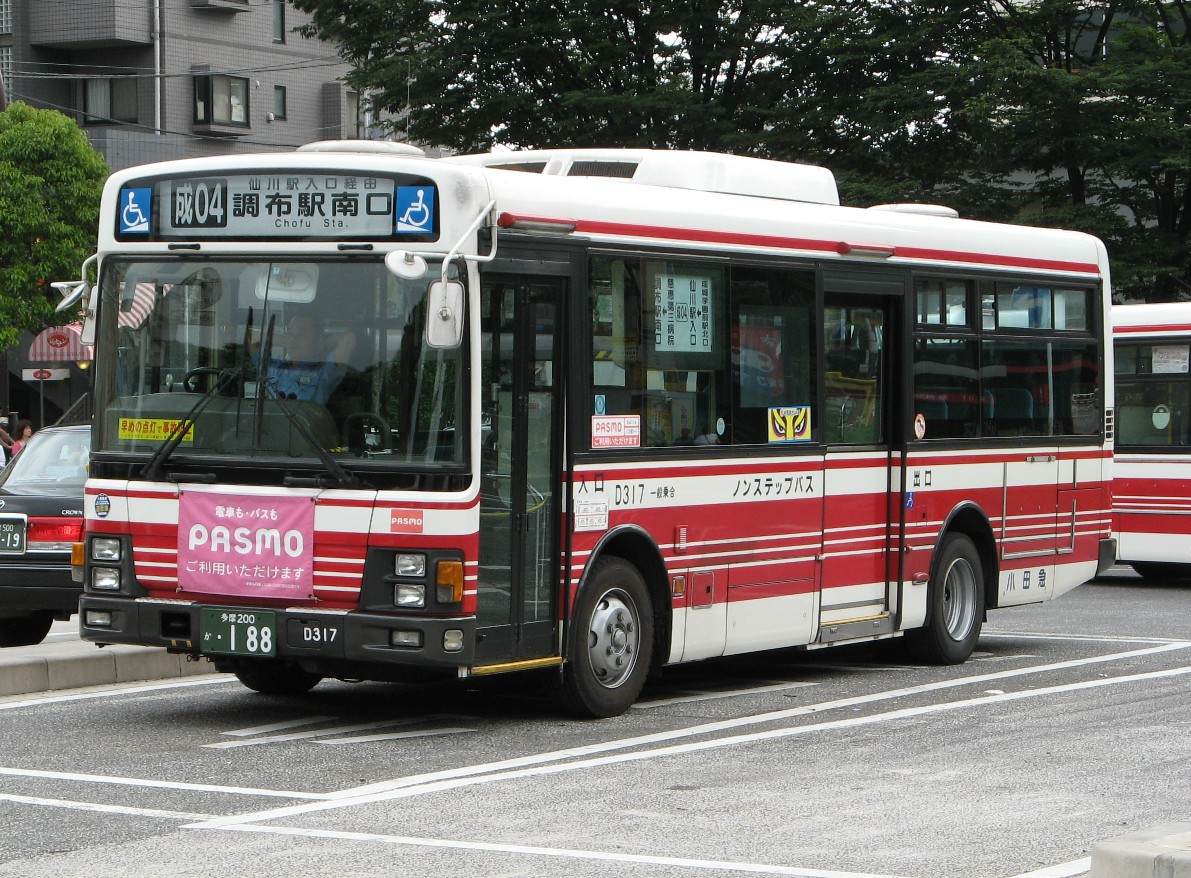
かつては乗車区間により運賃が異なったため、入口付近に運賃を示すサボが掲示されていた（D317号車）

- 成01：成城学園前駅西口 → NTT中央研修センタ → たかや橋 → 神代団地 → つつじヶ丘駅南口
- 成01：つつじヶ丘駅南口 → 郵便局前 → たかや橋 → NTT中央研修センタ → 成城学園前駅西口
- 成01：成城学園前駅西口 - NTT中央研修センタ(平日に直行便あり)
- 成04：成城学園前駅西口 - 仙川駅入口 - 御台橋 - 松原 - 狛江営業所 - 調布駅南口（一部狛江営業所始終着）
- 成05：成城学園前駅西口 - 仙川駅入口 - 御台橋 - 狛江第一中学校 - 狛江駅北口
- 直行：成城学園前駅西口 → 仙川駅入口
- （出入庫）：成城学園前駅西口 - NTT中央研修センタ - 御台橋 - 松原 - 狛江営業所

和泉線（成04・成05）は、小田原線成城学園前駅から京王線仙川駅入口 を経由し京王線調布駅･小田原線狛江駅を結ぶ路線。仙川・成城付近の狭隘路に対応するため、中型車両で運行される。小田原線 - 京王線をショートカットするほか、桐朋学園大学、都立総合工科高校（旧・都立世田谷工業高校）、都立神代高校、ドルトン東京学園など沿線に団地・学校・病院が点在し利用客が多い。成05の和泉狛江消防署バス停は、交差点の関係で、狛江駅北口行きのみのバス停となる。
神代団地線（成01）は、途中で分岐してNTT中央研修センタを経由し、京王線つつじヶ丘駅まで至る路線。NTT中央研修センタでの各種試験や隣接するドルトン東京学園の入学試験などイベント時には成城学園前駅西口-NTT中央研修センタ間での増発があり、NTT研修センタ敷地内での乗降となる（この時に限り大型車で運行）。
2012年9月9日より、成城学園前駅の乗車及び降車が北口から西口へと変更され、成城一番バス停の仙川方面バス停は廃止となった。
2013年1月16日のダイヤ改正で、朝ラッシュ時の混雑緩和のため、成城学園前駅西口始発の直行仙川駅入口行きが平日に1本新設された(途中バス停での乗降は不可)。平日7時55分発・2番バス停発車の運行だったが、2022年4月8日より平日7時53分・1番バス停発車に変更となった。
2016年10月17日のダイヤ改正で、成01が神代団地から京王線つつじヶ丘駅南口まで延伸された。同時にNTT中央研修センタへの直行便も新設されている。このダイヤ改正で成05の狛江駅北口バス停が1番から0番に変更となった。

### 成城西口線（祖師谷線）
- 成02：成城学園前駅西口 - 上祖師谷四丁目 - 千歳中学校前 - 蘆花恒春園 - 芦花公園駅 - 千歳烏山駅北口
- 成06：成城学園前駅西口 - 上祖師谷四丁目 - 粕谷区民センター - 千歳烏山駅南口（世田谷区コミュニティバス「南北路線」）
- 歳20：成城学園前駅西口 - 上祖師谷四丁目 - 千歳中学校 - 塚戸小学校 - 成城警察署 - 千歳船橋駅
- 歳21：成城学園前駅西口 - 上祖師谷四丁目 - 千歳中学校 - 塚戸小学校 - 千歳船橋駅（成城警察署非経由・早朝と夜間のみ）
- （出入庫）：成城学園前駅西口 → 上祖師谷四丁目 → 仙川駅入口 → 狛江第一中学校 → 狛江駅北口（夜間のみ）
- （出入庫）：成城学園前駅西口 - 上祖師谷四丁目 - 仙川駅入口 - 狛江市民総合体育館 - 狛江営業所（早朝と夜間のみ）
- （出入庫）：上祖師谷四丁目 - 成城学園前駅西口（出庫は早朝のみ・入庫は平日夜間のみ）

成02は、戦前に京王電気軌道（現・京王電鉄）が開設した祖師谷大蔵 - 千歳烏山の路線を源流とする。東京急行電鉄に合併された後の大東急解体時にも東急に残るが、所管の淡島営業所から遠く離れた飛地路線であったため運営面や営業面で苦戦していた。一方の小田急バスは小田急沿線の路線開設が急務となっており、この線が必要であった。こうして1952年（昭和27年）に相互の利害が一致して無償譲渡で移管されたもの。1966年（昭和41年）までにルート変更が行われて現在の形となる。

成城学園と千歳烏山を結ぶメインルートで、かつては千歳烏山駅から吉祥寺営業所の烏山線に乗り入れて岩崎学生寮（現・日本女子体育大学前）や下本宿まで足を伸ばしていたが、下本宿折返所が東八道路拡幅の関係で廃止になったため千歳烏山駅北口で打ち切りとなり、烏山線へは乗り換えが必要になった。なお現在では千歳烏山（北口）折返場を使用することはなく、旧・甲州街道と国道20号を使いバスを転回させている。
成06は、世田谷区の公式サイトではコミュニティバス「南北路線」として扱われている。青山街道の榎交差点から千歳烏山駅方向へ一直線に延びる通称「八間道路」の完成・供用開始に伴い、1999年 にこの区間を経由するバス路線開設について調査するため社会実験が行われ、2001年 より正式運行された。千歳烏山駅と成城学園前駅とを結ぶ最短ルートであり、所要時間も安定しているため、成02に代わってメインルートとなった。開業にあたり専用車両として、小田急バスでは初となる小型CNGバス（三菱ふそう・エアロミディMJ）が導入された。燃料が長持ちしないことと専用車両の台数が少ないため30-40分間隔だったが、その後20分間隔に増便され中型車で運行されている。
歳20・歳21は、成城学園と千歳船橋を結ぶ路線。早朝・夕ラッシュ以降は、環状八号線沿いにある成城警察署を経由しない便となる。千歳船橋駅では、他の路線（小田急シティバスの経堂線）とは異なり、千歳船橋折返場を使用している。
出入庫は上祖師谷四丁目まで、その他の系統は成城学園前駅西口 - 上祖師谷四丁目 - 榎交差点まで同じ経路を通る。

### 狛江南口線
- 狛11：狛江駅南口 - 和泉多摩川駅 - 駒井 - 喜多見住宅

狛江市南部地域・世田谷区喜多見西南部地域の住宅地と小田原線狛江駅・和泉多摩川駅を結ぶ。1978年の開通で、当初は駒井までの路線だったがのちに喜多見住宅まで延伸された。1999年に和泉多摩川駅前の再開発により、駅前ロータリーが完成し乗り入れるようになる。

### 狛江宇奈根線
- 狛12：狛江駅南口 - 狛江第三小学校 - 荒玉水道 - 宇奈根（世田谷区コミュニティバス「宇奈根地区路線」）

2003年3月30日運行開始。世田谷区の公式サイトではコミュニティバス「宇奈根地区路線」として扱われている。狛江駅から荒玉水道道路を経由して、世田谷区喜多見南部・宇奈根地区を結んでいる。終点の宇奈根バス停付近には、東急バスの宇奈根線（砧06系統）の宇奈根一丁目バス停がある。また、水道道路を二子玉川方向に向かって進めば、二子線の鎌田バス停付近まで歩くことができる。
同じく世田谷区のコミュニティバスとして扱われる東急バス宇奈根線 と同様、通過車両の重量に制限のある水道道路を経由するため、小型車で運行されており、開業当初は三菱ふそう・エアロミディME（KK-ME17DF）が使用されていたが、日野・ポンチョに代替され、初代車両は登戸営業所へ転属し貸切登録となった(現在は廃車済み)。なお、東急バス宇奈根線でも開業時はエアロミディMEが使用されていたが、その後ポンチョに代替されている。
平日朝のみラッシュ対応の為、2台体制での運行となっている。

### 狛江ハイタウン線
- 喜01：喜多見駅 - 市民グランド入口 - 覚東 - 狛江ハイタウン折返場

狛江市東野川地区には広い道路がなかったためバス路線の設定もなく、住民は不便を強いられていた。そこで狛江市はコミュニティバスの運行を構想していたが、世田谷区と狛江市にまたがる敷地にパークシティ成城が建設される際に喜多見駅とを結ぶ路線を小田急バスで構想、狛江市がこれに乗るかたちで本路線が開設されることになった。当初、都営東野川二丁目アパート前手前～子鹿幼稚園手前間は最短距離で結ぶ予定だったが、道路の狭さから覚東経由となった。
狛江ハイタウンの周囲は循環状の経路で運行するが、狛江ハイタウン折返場を通り越しての乗車はできない。小型車で運行されている。
2023年7月1日に1時間一本の本数が確保されたダイヤに改正されたが、2024年3月16日ダイヤ改正で日中の一部時間帯は運行されなくなった。

### 狛江北口線
- 境91：武蔵境駅南口 - 大沢 - 調布駅北口 - 国領駅 - 狛江営業所 - 和泉本町 - 狛江駅北口（一部狛江営業所止まり。武蔵境営業所と共管）
- 境91：狛江営業所 - 国領駅 - 調布駅北口
- （出庫）：狛江営業所 → 中和泉 → 狛江駅北口（休日の朝1便のみ）
- 狛01：多摩川住宅中央 - 狛江駅北口 - 和泉本町 - 狛江営業所 - 慈恵医大第三病院（一部、狛江営業所・狛江駅止まり、狛江営業所・狛江駅始発がある）
- 狛02：狛江駅北口 - 和泉本町 - 狛江営業所 - 国領駅
- 調31：調布駅北口 → 神代植物公園前 → 天文台前 → 御塔坂下 → 調布駅北口（武蔵境営業所と共管）

境91は、京王線国領駅・調布駅北口・大沢を経由してJR東日本中央本線武蔵境駅まで至る。JR中央本線 - 京王電鉄京王線 - 小田急小田原線をショートカットするほか、鉄道から離れた三鷹市深大寺・大沢の地域輸送、また国立天文台、亜細亜大学、国際基督教大学、東京神学大学、ルーテル学院大学、明大明治などへの通学輸送、SUBARU東京事業所への通勤輸送、さらに調布飛行場へのアクセスと多彩な役割を持つため、長距離路線でありながら乗客が多くなおかつ途中での入れ替わりもあるなど高い採算性を備える。

朝の武蔵境駅→調布駅北口止まり、夜の調布駅北口→武蔵境営業所止まりなど、一部の便は武蔵境営業所が担当する。旧甲州街道の渋滞等により、定時性の確保が極めて難しい路線である（ただし2012年8月に京王線が地下化されたことで国領駅の踏切支障による所要時間の伸びは解消へ向かっている）。そのため、国領駅などの一部停留所で停車時間を長く設け、遅延時間を軽減するなどしている。
狛江駅北口行きは、かつて狛江駅北口にロータリーがなかったため松原から中和泉経由で狛江駅北口に出ていたが、2008年7月7日の改正で他の狛江駅北口に発着する路線と同様の運行体形になった（現在でも、休日の朝1便のみ中和泉を経由する出庫便が存在する）。また同時に早朝と夜間に運行される国領駅と狛江駅北口を結ぶ境91の区間便、狛02の新設、長らく本数の半数を占めた武蔵境駅からは狛江営業所止まり便の狛江駅までの延長がなされた。
味の素スタジアムでのJリーグやイベントの際に、臨時便として狛江駅 - 味の素スタジアム間の直行バスが運行される。基本的には境91系統と同じ経路であり、直行便のため途中での乗降は不可能である。ただしここ数年は運行されていない。
狛01は、慈恵医大第三病院から狛江駅を経由し多摩川住宅へ至る路線。慈恵医大第三病院では病院の構内にて折り返す。深夜早朝は狛江駅北口、夜間は狛江営業所にて折り返しとなる。

調31は、調布駅から神代植物公園・大沢コミュニティセンターを経由して調布駅へ戻る循環路線。夜間のみの運行で、平日･土曜に深夜バスが3便ある。利用者が多い植物公園付近・天文台付近のバス停利用者に対する、境91・鷹56両系統および吉祥寺営業所の調布線の終バスの役割を果たす。境91と同様に武蔵境と共管。

### 仙川三鷹台線
- 仙01：仙川駅 - 第五中学校 - 牟礼コミュニティセンター - 三鷹台駅

小型車で運行されている。距離の割には走行環境がとても悪く、渋滞のため遅れが出やすい。
三鷹台駅バス停は駅前が狭隘なため、駅から少し離れた南側の三鷹台駅前通り沿いにあり、みたかシティバスの三鷹台ルート（武蔵境営業所が担当）も乗り入れている。
2024年3月16日に減便を伴うダイヤ改正により、後述の緑ヶ丘循環と車両を一体化する運行体制になった。

### 調布飛行場線
- 調40：調布駅北口 - 御塔坂下 - 大沢コミュニティセンター - 調布飛行場

調40は、2014年7月1日に武蔵境営業所から移管された路線で、調布駅から富士見町三丁目・御塔坂下・大沢コミュニティセンターを経由し調布飛行場へ向かう路線。武蔵境時代は朝・夕にわずかな本数が運行されるのみだったが、狛江営業所移管に伴い本数が大きく増え、日中におよそ40分間隔で運転されるようになった。以前は小型車で運行されていたが、現在では中型車での運行となっている。

### その他の主な出入庫系統（営業路線）
- （出庫）： 狛江営業所 → 和泉本町 → 狛江駅北口 → 砧中学校下 → 成城学園前駅西口

- （入庫）：成城学園前駅南口 → 砧中学校下 → 狛江駅北口 → 和泉本町 → 狛江営業所

- （出入庫）：狛江駅北口 - 狛江第一中学校 - 狛江市民総合体育館 - 前原公園 - 狛江営業所

- （出入庫）：狛江駅北口 - 松原 - 狛江営業所
- （出庫）：狛江営業所 - 前原公園 - 仙川駅入口 →-仙川駅（上下各2便のみ）
- （出庫）：狛江営業所 → 前原公園 → 仙川駅入口 → 駒大グランド前 → 千歳烏山駅南口（平日1便のみ）

## コミュニティバス受託
ここに挙げたもの以外にも、世田谷区コミュニティバスとして扱われている路線が存在する。一覧は世田谷区公式サイト「世田谷区のコミュニティバス」を参照。狛江営業所管内では、コミュニティバス南北路線（成06系統）、コミュニティバス宇奈根地区路線（狛12系統）がある。

### 調布市ミニバス東路線「緑ケ丘循環」

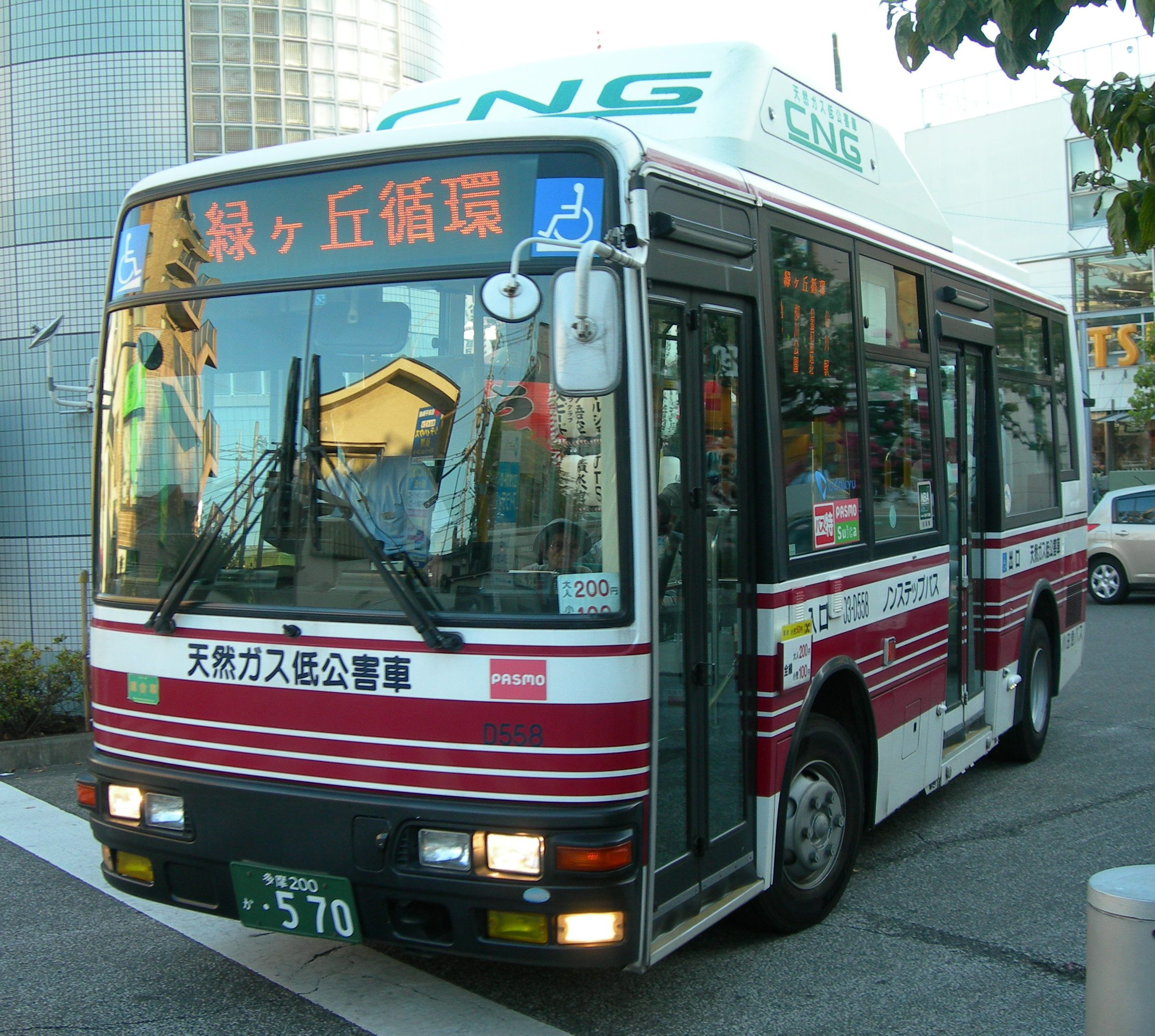
調布市ミニバス東路線「緑ケ丘循環」
（D558号車、小田急バスカラー代走）

- 緑ヶ丘循環：仙川駅 → 緑橋 → 緑ヶ丘小学校正門入口 → 仙川駅

調布市のコミュニティバス。京王バス東・調布営業所が担当する西路線・北路線（調布駅発着）が運行されていたが、2003年4月1日に仙川駅を発着する「東路線（緑ケ丘循環）」が開業し、小田急バスが調布市ミニバスに参入した。当初は「ゲゲゲの鬼太郎」ラッピングの専用バスが仙川駅近くの緑ケ丘地区を循環していた。沿線に緑ケ丘団地があるため利用者は多い。鬼太郎のラッピングが最初に施されたのは、小田急バスの銀色の初代車両（D559号車、エアロミディME・CNG車）であったが、車両代替により2代目となる濃緑色のポンチョ（内装に鬼太郎のキャラクターが描かれたD164号車）に代替された。点検等の場合は通常色の車両が代走していた(初代はCNGの充填時間帯も含む)。
2024年3月16日に減便を伴うダイヤ改正により、先述の仙01と車両を一体化する運行体制になった(専用車両は2024年度に廃車)。

### 狛江市コミュニティバス「こまバス」

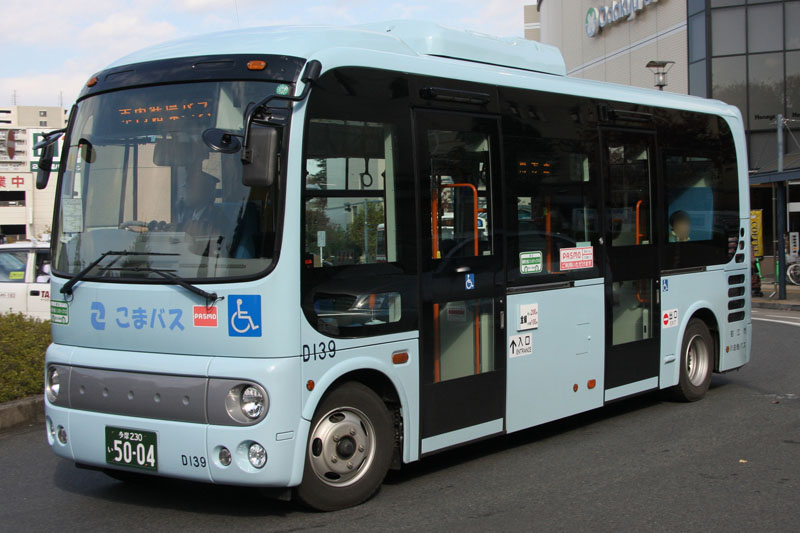
狛江市コミュニティバス「こまバス」（D139号車）

- こまバス：（北ルート）狛江駅北口 → 中和泉 → 和泉児童館 → 和泉狛江消防署前 → 狛江市民総合体育館 → 緑野小学校北 → 狛江営業所 → 慈恵第三病院（狛江駅北口19時55分発以降のバスは経由せず） → 野川緑地公園 → 狛江第五小学校 → 狛江市役所 → 狛江駅北口
- こまバス：（南ルート）狛江駅北口 → 中和泉 →  和泉多摩川駅 → 南部地域センター → 駒井 → 岩戸地域センター → 喜多見駅 → 狛江駅北口

狛江市のコミュニティバス。こまバスの名称は、「こまえ」の街を「きめこまかく」回ることから命名された。市が運営していた福祉バスに代わり、2008年11月24日に運行が開始された。南北各ルートとも、一周あたりの所要時間は約80分、運行間隔は約40分に1便、一日の運行便数は22便となっている。福祉バスの性格を踏襲しているため、児童館・福祉施設・慈恵医大第三病院を結ぶルートになっており、全体的には所要時間は長くなっている。
狛江駅北口を起終点として、8の字を描く片方向の循環経路となっている。北ルートと南ルートは通し運行されており、1台のバスが狛江駅→北ルート→狛江駅→南ルート→狛江駅……と、2台同時に循環している。2台のバスが狛江駅北口で同時に発着し、南北各ルートに乗り継ぎ可能なダイヤが組まれており、乗務員に申し出れば無料乗継券を受け取ることができる。また狛江駅をまたぐ乗り越しも可能である。
運賃は全線大人200円・子供100円。6歳未満の幼児は無料。小田急バスのIC全線定期券、1日乗車券、ナイスパスでも乗車できる。

車両は、専用車両の日野・ポンチョが2台在籍し、予備車として通常塗装のポンチョが代走する場合もある。開業時は「絵手紙発祥の地・狛江」のラッピングであった。
その後、国民年金と狛江市の子育て支援「こまえ子育てねっと」のPRラッピングが施され、狛江市の特産物である枝豆を擬人化したゆるキャラ「えだまめ王子」が描かれている。
また狛江市の公式サイトでは、こまバス専用車2台と小田急バスカラーの予備車も含め、バスそのものに「きたこま」「みなこま」「アカシロ」とキャラクター設定がされている。
2015年12月1日より狛江駅北口のこまバス乗り場が変更。それに伴い、当営業所が管轄する狛江駅北口発着の一般路線バスも乗り場が変更されている。

## 廃止・移管路線

### 移管路線
- 歳25：千歳船橋駅 - 船橋地区会館 - 希望ヶ丘団地
  - 若林営業所へ移管（小田急シティバス世田谷営業所が運行委託）。

### 成城線

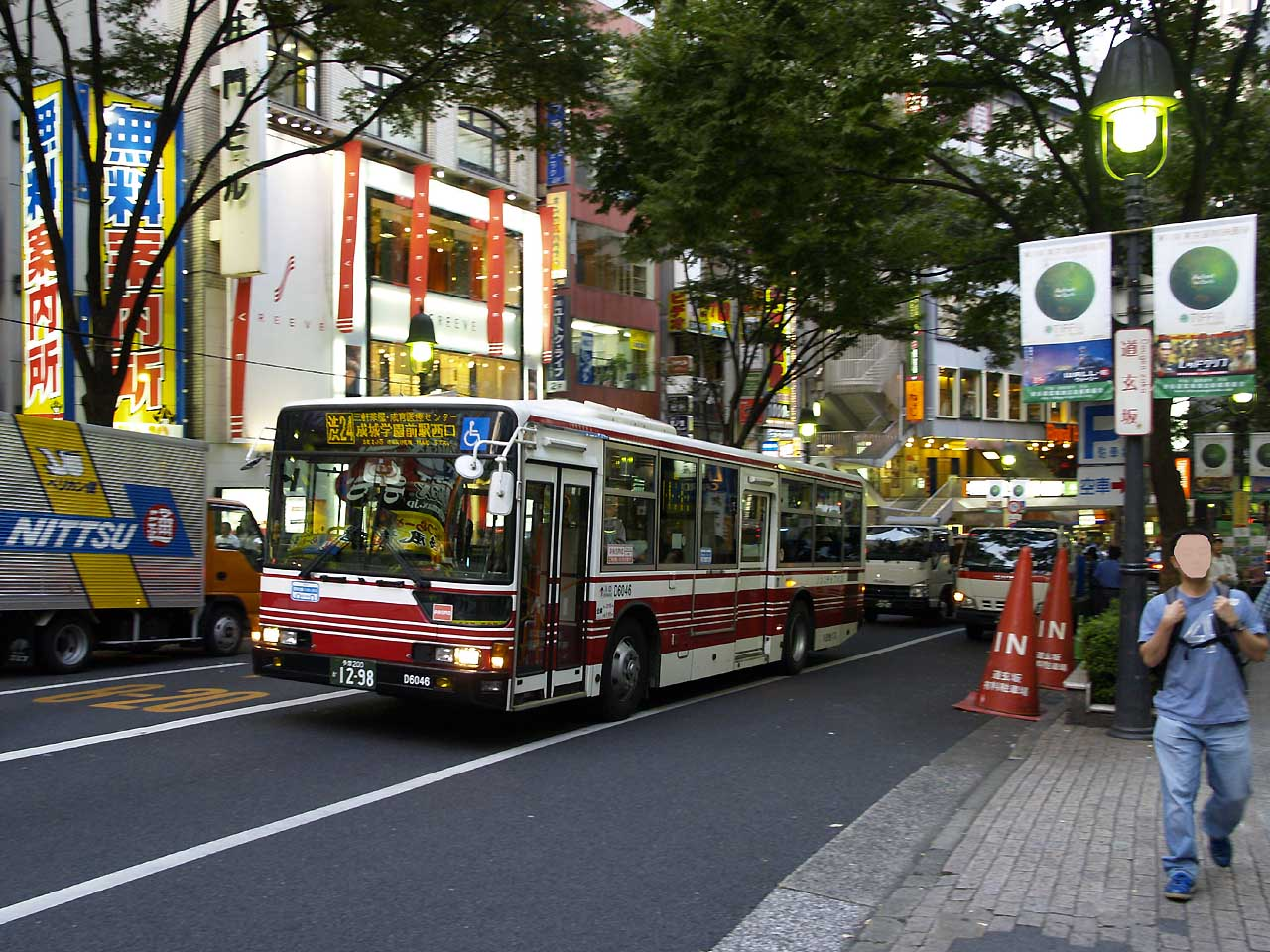
渋谷道玄坂を登る渋24系統（06-D6046号車）

- 渋24：渋谷駅 ← 三軒茶屋 ← 上町 ← 農大前 ← 成育医療研究センター ← 成城学園前駅南口（東京急行電鉄→東急バス弦巻営業所と共同運行）
- 渋24：渋谷駅 → 三軒茶屋 → 上町 → 農大前 → 成育医療研究センター → 成城学園前駅西口（東急バス弦巻営業所と共同運行）

道玄坂、玉川通り、世田谷通りを経由し、渋谷と成城学園前を結ぶ。1951年（昭和26年）にそれまで東京急行電鉄（現・東急株式会社）が単独運行していた路線に新規参入、狛江営業所開所と同時に若林営業所から移管された。
東京農業大学・昭和女子大学・日本大学砧キャンパスへの通学輸送、国立成育医療研究センター（旧・国立大蔵病院）、関東中央病院、東邦大学大橋病院などへの病院輸送、世田谷区桜丘の地域輸送など多くの役割を持ち、日中は小田急と東急が交互に7分30秒間隔で運転される。
成城学園前駅西口バス専用ロータリー新設に伴い、成城学園前駅では西口到着・南口発車となった。21時以降や道玄坂通りイベント等に伴う通行止め時は国道246号を迂回する。なお、この取り扱いは渋26系統調布南口線でも適用されるが、平常時は21時以降に発車するダイヤが組まれていないため、道玄坂通りが通行止めになる時に限られる。
2023年（令和5年）7月1日付で小田急バスは本路線から撤退し、東急バス単独での運行となった。
また、この2ヶ月後にあたる2023年9月1日には、柿23・新23・新25（新百合ヶ丘営業所所管）から逆に東急バスが撤退しており、二度に渡り東急バスと小田急バスの共同運行路線が整理される結果となった。

### 多摩川住宅線
- 調01：調布駅南口 → 調布車庫 → 国領七丁目 → 公園前 → 多摩川住宅中央 → 住宅北口 → 国領七丁目 → 調布車庫 → 調布駅南口（京王バス調布営業所と共同運行）
- 調01：多摩川住宅中央 → 住宅北口 → 国領七丁目 → 調布車庫 → 調布駅南口（京王バス調布営業所と共同運行）
- 調01：調布駅南口 → 調布車庫 → 国領七丁目 → 公園前 → 多摩川住宅中央 → 住宅北口 → 住宅入口

バス停掲示の行先は「多摩川住宅」となっているが、実際は多摩川住宅を循環する系統で「多摩川住宅」という停留所はない。
運賃は京王バスに合わせており、調01系統のみ使用可能（重複区間であっても、玉08・渋26・成04・丘31には乗車不可）な共通定期券が存在する。
早朝や深夜の一部は公園前始発や住宅入口止まりも設定されている。
2024年12月15日をもって小田急バスとしての運行を終了し、翌16日からは土曜日6時台朝1本のみの免許維持路線となり京王バスでの運行になった。また、単独化と同時に調45・調46系統と合わせて路線再編が行われ、調11・調12系統として運行されている。
→「京王バス調布営業所 § 多摩住線」も参照

### 廃止路線
- 渋25：渋谷駅 - 三軒茶屋 - 上町 - 農大前 - 大蔵病院（現・成育医療研究センター）- 砧農協前（現・砧中学校下）- 狛江駅南口
  - 狛江銀座 - 狛江駅南口間を除き、渋26と同一経路であった。狛江駅北口ロータリーが整備され、1997年から渋26が狛江駅北口に乗り入れるようになったこともあってか、1999年10月12日に廃止された。
- 狛02：狛江駅北口 - 慈恵医大第三病院 - 国領駅 - 調布駅北口
  - 現在の狛江駅北口 - 国領駅の便とは異なる。詳細不明。
- 調11：調布駅南口 - 矢野口駅 - よみうりランド
  - 京王バスとの共同運行。詳細不明。

## 車両
大型車と中型車はいすゞ自動車製と三菱ふそう製が、小型車は日野自動車製が在籍している。小田急バスの営業所の中では、三菱ふそう製の割合が比較的高い。
近年では、大型車は三菱ふそう製エアロスター、中型車はいすゞ製エルガミオ、小型車は日野自動車製と、車両のサイズに応じて製造メーカーや車種を選択する傾向がある。また小田急バスの他の営業所と同様、いすゞ製の大型車エルガも多数導入されている。
かつては三菱ふそう製の小型車も在籍していた。三菱ふそう・エアロミディMJノンステップ（KK-MJ26HF）が在籍し、2001年の世田谷区コミュニティバス南北路線（成06系統）開業時には、小田急バスで初となるCNG車が2台（D553〜554号車）導入された。CNG改造はフラットフィールドによる。またMJのディーゼル車も7m車（D551〜552号車）・9m車（D611〜612号車）が各2台在籍していた。その後、MJは全車除籍されている。
三菱ふそう・エアロミディME（KK-ME17DF）も在籍しており、2003年開業の世田谷区コミュニティバス狛江宇奈根線（狛12系統）などで使用されていた。調布市ミニバス東路線ではCNG車（D559号車）を採用、専用車として「ゲゲゲの鬼太郎」ラッピングを施されていたが、町田営業所への転属後にラッピング解除されている。その後、エアロミディMEは登戸営業所へ転属し貸切登録となっている（CNG車は除籍）。
2006年、三菱ふそう製の中型車エアロミディMKノンステップが3台導入された（PA-MK27FH、06-D613〜07-D615号車）。小田急バスでは狛江営業所のみで見られる車種である。
中型車は、現在はエルガミオがほとんどだが、かつてはいすゞ・ジャーニーKも多く在籍した。
日野自動車製の小型車は、2008年のこまバス開業時より日野・ポンチョ（2代目・HX系）が導入開始され、日野・リエッセの導入例はない。
2013年にはハイブリッド車として、小田急バスでは初となるいすゞ・エルガハイブリッド（QQG-LV234L3、13-D701、702号車）が2台導入された。エルガハイブリッドの社番は、通常のいすゞ大型車の「9000」番台ではなく、かつていすゞの高出力車に付与されていた「700」番台が付与されている。なお他の営業所では、日野・ブルーリボンシティハイブリッドを導入しており、エルガハイブリッド（LV系）の導入は狛江営業所のみとなっている(現在は廃車済み)。

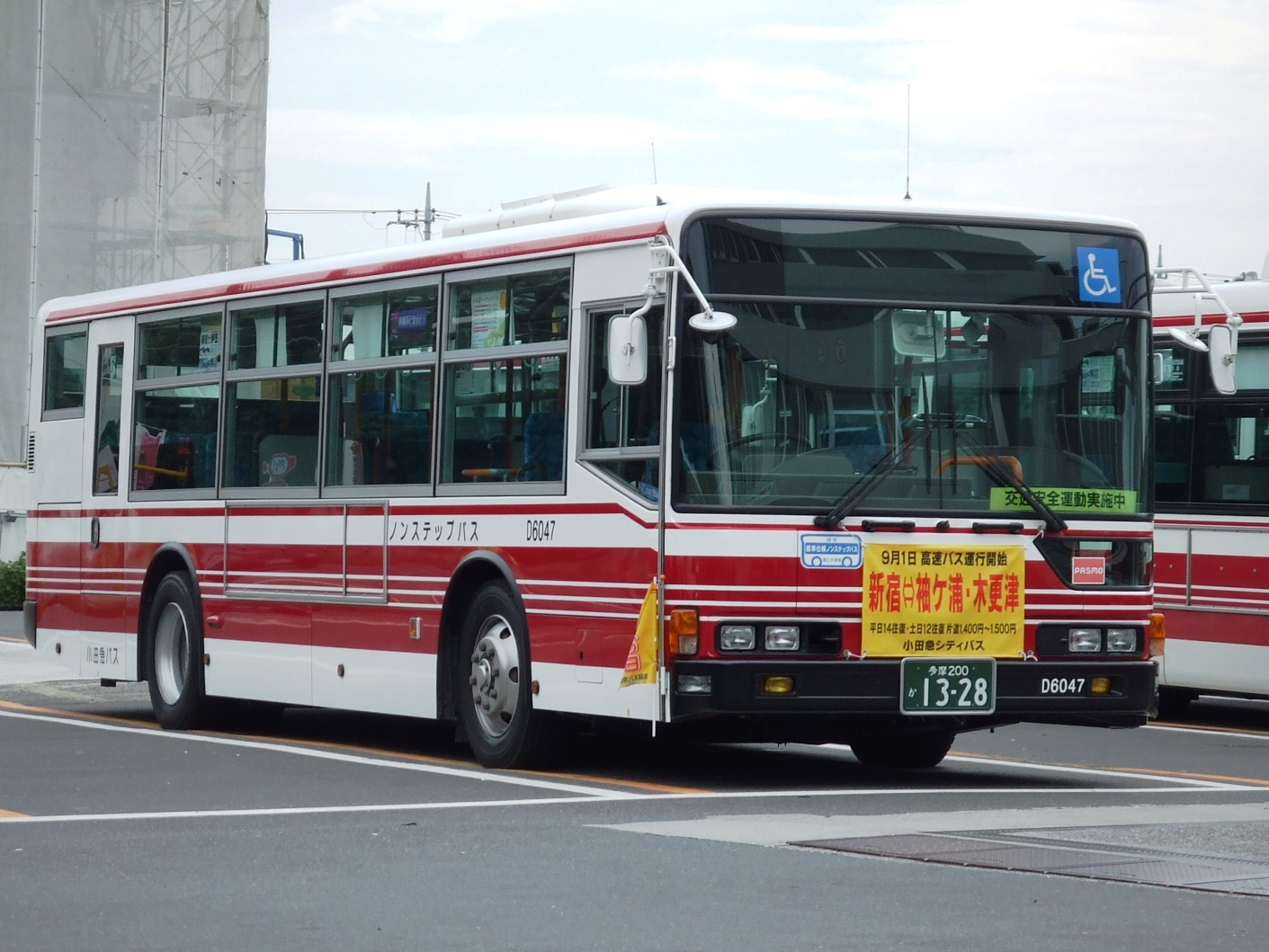
三菱ふそう製の大型車、エアロスター（D6047号車）
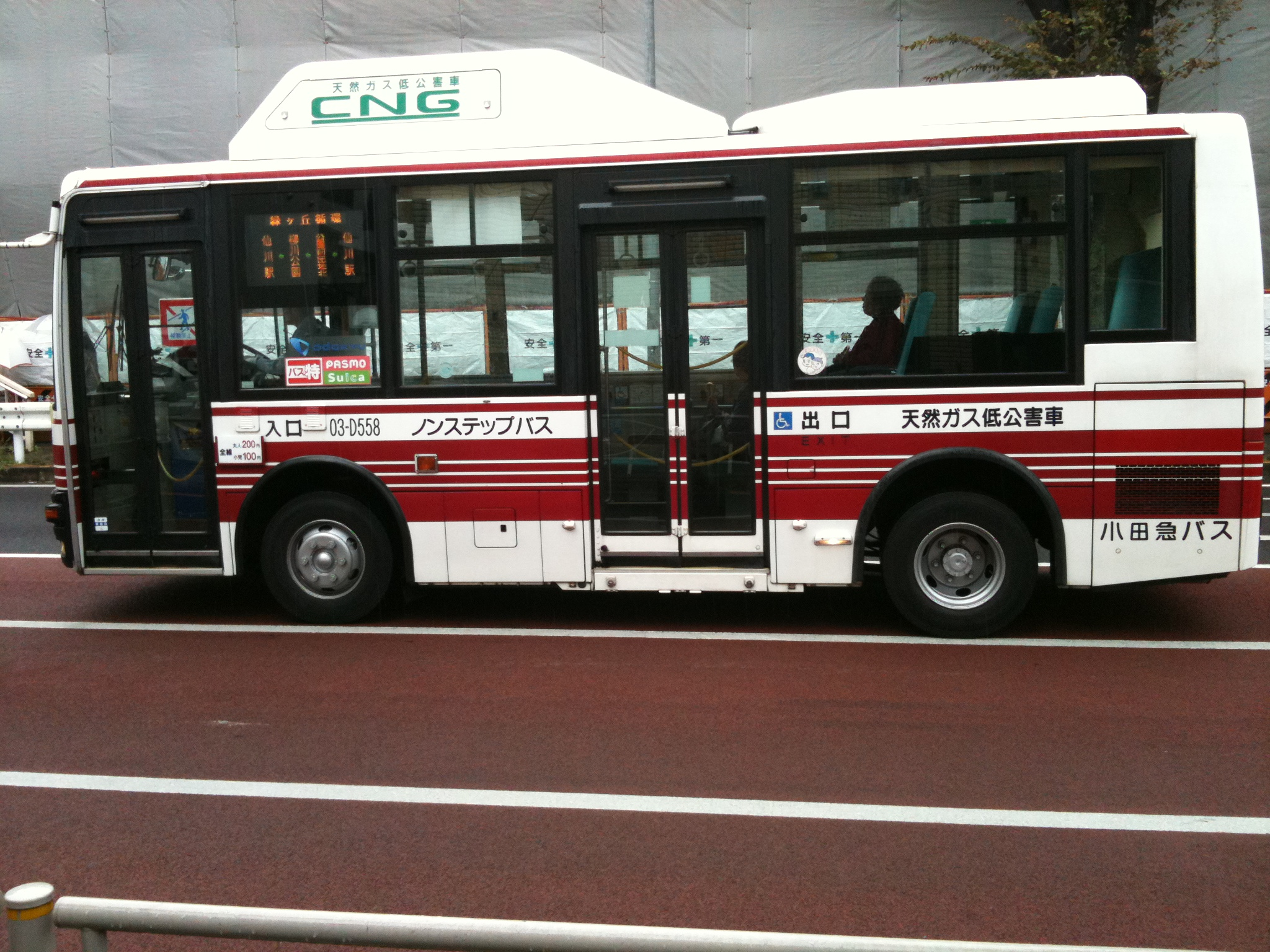
三菱ふそう・エアロミディME（03-D558号車、CNG車）
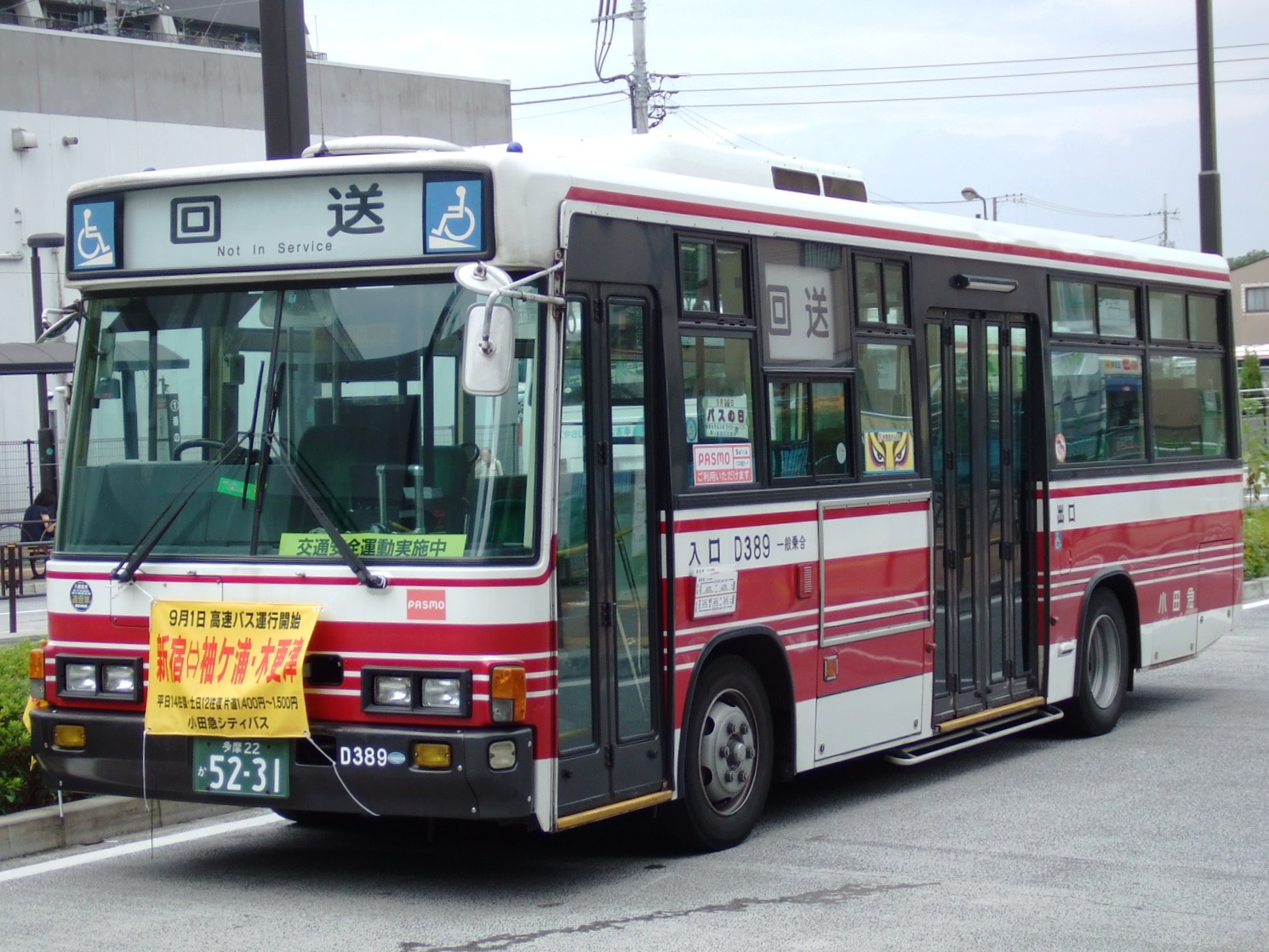
過去の中型車の主力、いすゞ・ジャーニーK（D389号車）
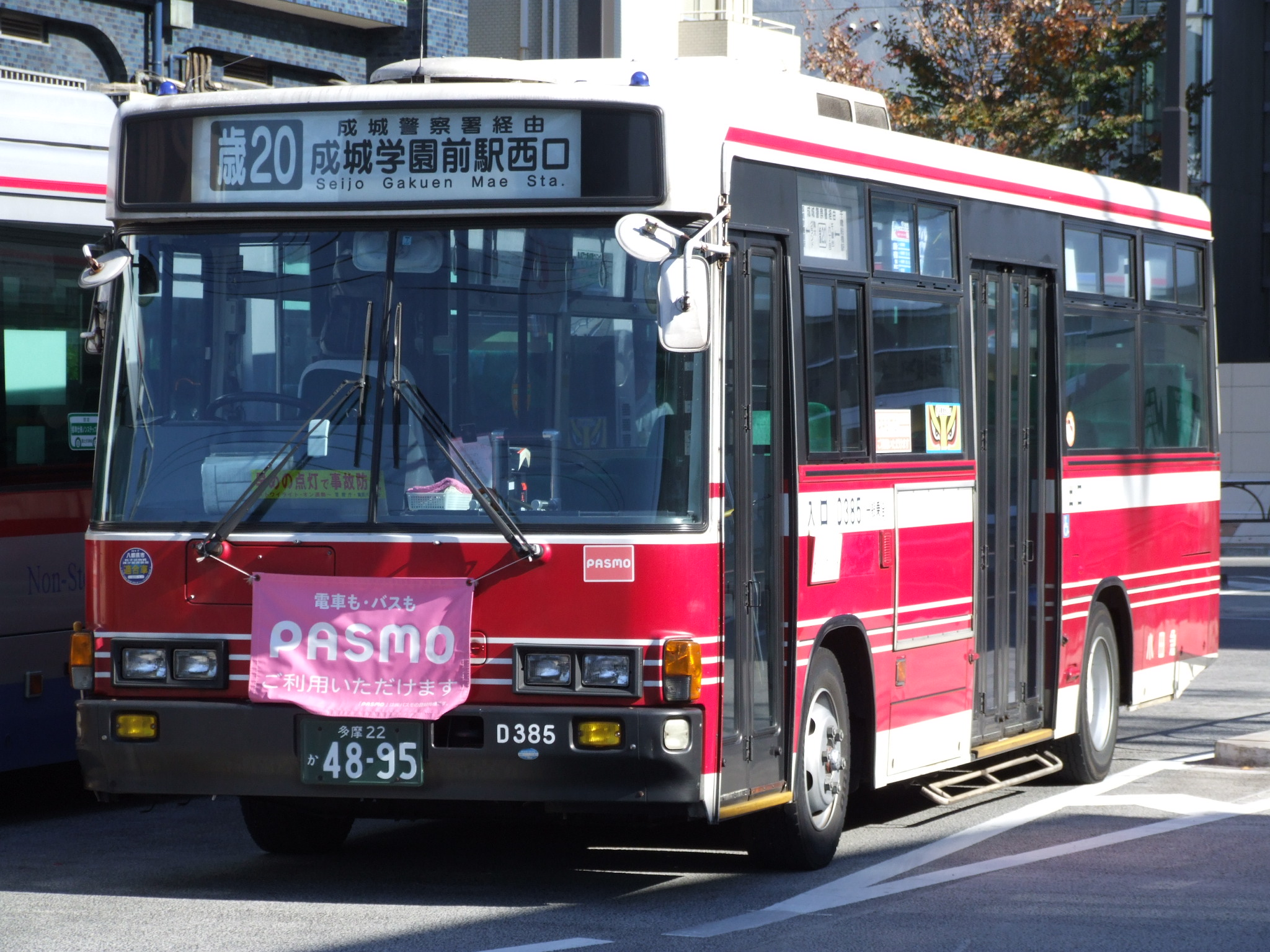
ジャーニーK。塗り分けが異なる（D385号車）